# تک‌چام (حمام‌اوزو)
تک‌چام (به ترکی استانبولی: Tekçam) یک منطقهٔ مسکونی در ترکیه است که در حمام‌اوزو واقع شده‌است.